# Legio VIIII Hispana
Die Legio VIIII Hispana (auch Legio IX Hispana, Legio VIIII Hispaniensis) war eine Legion der römischen Armee, die von der Mitte des 1. Jahrhunderts v. Chr. bis zur Mitte des 2. Jahrhunderts n. Chr. existierte. Sie zählt zu den ältesten Legionen, die im Kaiserreich fortbestanden. Das Emblem der Legio VIIII Hispana ist unbekannt; aufgrund der Analogie zu anderen Legionen ihres mutmaßlichen Gründers Gaius Iulius Caesar könnte es jedoch ein Stier gewesen sein.
Für eine Kontinuität von Caesars Legio VIIII zu Octavians Legio VIIII fehlen Belege, so dass auch eine völlige Neuaufstellung, mit nur zufälliger Nummerngleichheit, in Betracht zu ziehen ist.

## Namen der Legion
Oftmals wurde die Legion ohne einen Namen, sondern nur mit der Ziffer als Legio VIIII bzw. Legio IX bezeichnet. Die Beinamen Triumphalis und Macedonica wurden nur in Einzelfällen verwendet und waren wohl nie offiziell. Die Beinamen Hispaniensis und Hispana wurden bereits in augusteischer Zeit verwendet.

## Geschichte der Legion

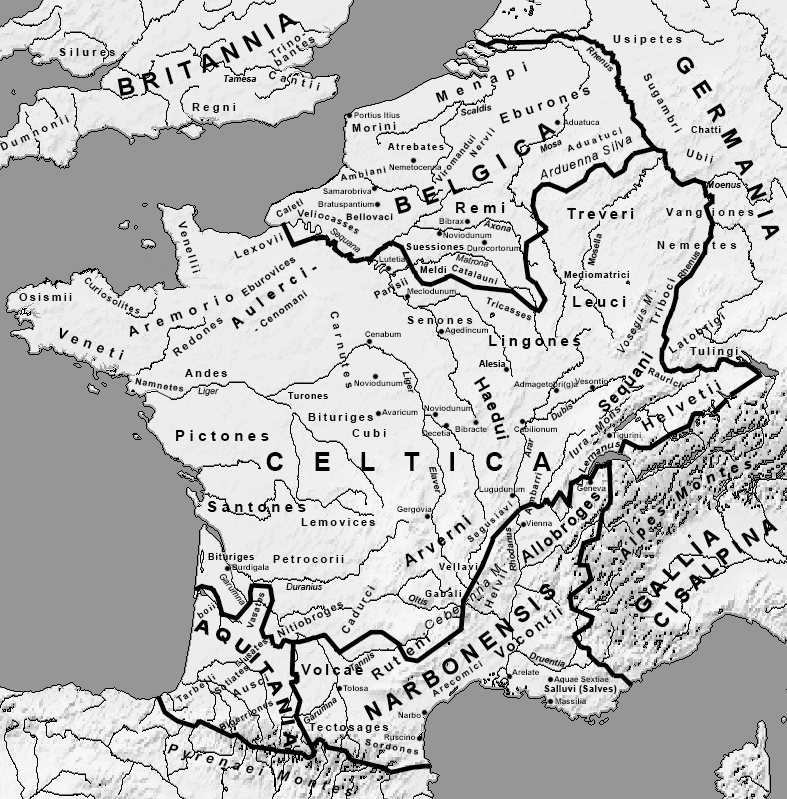
Karte von Gallien zur Zeit Caesars (58 v. Chr.)

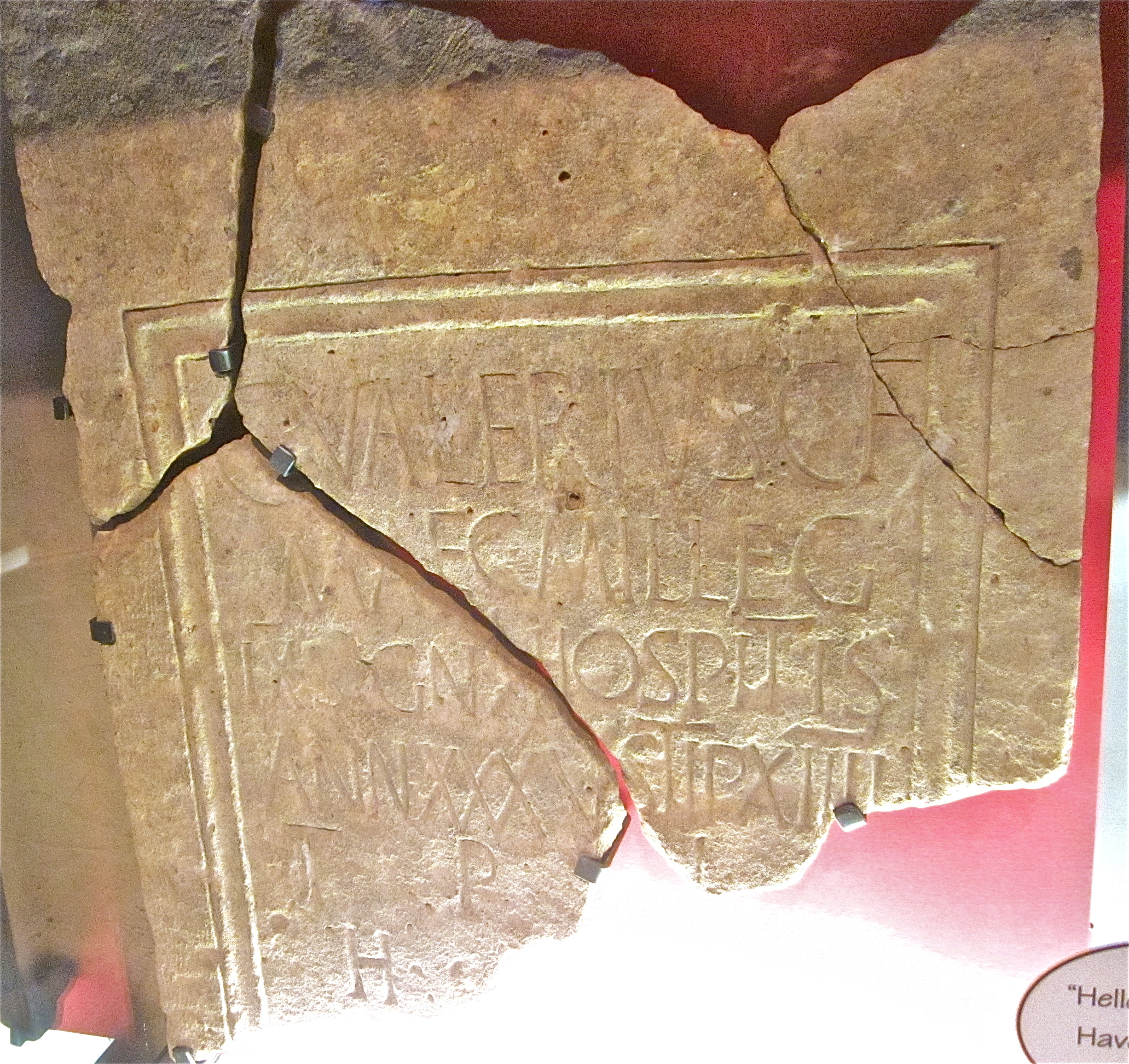
Grabstein des Gaius Valerius, Standartenträger der Legio IX, gefunden in Lincoln (RIB 257)

### Caesars Legio IX

#### Gallischer Krieg
Erstmals wurde die Neunte Legion im Jahr 57 v. Chr. im Gallischen Krieg unter Gaius Iulius Caesar erwähnt. In der Schlacht am Fluss Sabis (Selle) kämpfte die Legio IX mit der Legio X auf dem linken Flügel gegen die Atrebaten, die Legio VIII und Legio XI im Zentrum gegen die Viromanduer und die Legio VII und Legio XII auf dem rechten Flügel gegen die Nervier, während die Legio XIII und Legio XIIII die Nachhut bildeten und den Tross deckten. Nach anfänglichen römischen Erfolgen – die Legio VIIII konnte die Atrebaten in die Flucht schlagen – gelang es den Belgern, das römische Lager zu stürmen und den rechten Flügel einzukesseln. Trossknechte und Auxiliartruppen flohen und die herannahenden verbündeten Treverer gaben die Schlacht verloren und kehrten ohne in den Kampf einzugreifen heim. Erst die herbeieilende Nachhut und der einschwenkende linke Flügel konnten die Schlacht noch für Caesar entscheiden.
Im Jahr 51 v. Chr. wurde die Legion wieder namentlich genannt, als sie mit der VII., VIII. und XI. Legion einem Aufstand der Bellovaker, Ambianer, Aulercer, Caleten, Veliocasser und Atrebaten unter der Führung des Correus entgegentrat. Caesar errichtete ein stark befestigtes Lager in Sichtweite des feindlichen Lagers und rief die verbündeten Remer und Lingonen sowie drei weitere Legionen als Verstärkung herbei. Nach einer Entscheidungsschlacht war der Aufstand beendet.

#### Bürgerkrieg
Danach nahm die Legion am Bürgerkrieg gegen Gnaeus Pompeius Magnus teil, wo sie zunächst in Spanien stationiert war. Im Sommer 49 v. Chr. besiegte sie mit der Legio VI Ferrata und Legio XIIII Gemina die Anhänger des Pompeius bei Ilerda (Lleida). Dann wurde sie nach Griechenland verlegt und kämpfte 48 v. Chr. in der Schlacht von Dyrrhachium, in der sie hohe Verluste erlitt. In der Schlacht von Pharsalos (48 v. Chr.) kämpfte die Legion mit der ebenfalls durch hohe Verluste geschwächten Legio VIII unter der gemeinsamen Führung von Marcus Antonius. Danach sollten die Soldaten der Legion eigentlich in Italien in den Ruhestand versetzt werden, doch es ist sicher, dass die Legion noch ein letztes Mal 46 v. Chr. im Afrikafeldzug Caesars an der Schlacht bei Thapsus teilnahm. Als die Legion dann aufgelöst wurde, siedelten zahlreiche Veteranen in Picenum und Histria. Im Jahr 43 v. Chr. rekrutierte Publius Ventidius Bassus die Veteranen erneut, aber die Legion wurde wohl bald wieder aufgelöst.

### Octavians Legio IX

#### Triumvirat und Bürgerkrieg
Mutmaßlich um 43 v. Chr. hob Octavian, der spätere Augustus, die Legion erneut aus. Möglicherweise kämpfte sie bereits im Herbst 42 v. Chr. als Legio VIIII triumphalis erfolgreich in der Schlacht bei Philippi gegen die Caesarmörder, wofür sie den Beinamen Macedonica erhielt. Nach anderer Auffassung wurde sie um 41 v. Chr. ausgehoben, um gegen die Besetzung Siziliens durch Sextus Pompeius vorzugehen. Danach leistete sie Dienst auf der Balkanhalbinsel, wo sie sich den neuen Namen Legio VIIII Macedonica zulegte. Bei dem Krieg gegen Marcus Antonius nahm sie unter anderem an der entscheidenden Schlacht bei Actium (31 v. Chr.) teil.

#### Julisch-claudische Dynastie
25 v. Chr. zog die Legio VIIII Macedonica in einen achtjährigen Krieg gegen die aufständischen Iberer in der Provinz Hispania Tarraconensis. Offenbar zeichnete die Legion sich diesen Feldzügen gegen die Kantabrer (Kantabrischer Krieg) durch besondere Leistungen aus, denn Spanien verließ sie als Legio VIIII Hispaniensis. Im Jahr 19 v. Chr. wurde die Legion nach Illyricum verlegt, vermutlich in die strategisch wichtige Stadt Aquileia, wo sie inschriftlich als Legio VIIII Hispana belegt ist. Ab dem Jahr 11 v. Chr. wurden die Legionen des Exercitus Illyricus (Illyrisches Heer) weiter ins Binnenland verlegt. Mit der Aufteilung der Provinz im Jahr 8 n. Chr. während des Pannonischen Aufstandes kam die Legion nach Illyricum inferius, dem späteren Pannonia, wo sie bis zum Jahr 43 im Winterlager Siscia (Sisak) stationiert war.
Nach dem Tod Augustus’ kam es im Sommer 14 n. Chr. im gemeinsamen Sommerlager der drei Pannonischen Legionen (Legio VIIII Hispana, Legio XV Apollinaris und Legio VIII Augusta) zu Unruhen. Drusus der Jüngere konnte die Lage aber rasch und ohne größere Komplikationen beruhigen, worauf die Legionen in ihre getrennten Winterlager abrückten.
In der römischen Provinz Africa war im Jahr 17 ein Krieg gegen die aufständischen numidischen und mauretanischen Stämme unter Tacfarinas ausgebrochen. Im Jahr 20 wurde die Legio VIIII Hispana unter ihrem Legaten Publius Cornelius Lentulus Scipio zur Verstärkung der Legio III Augusta nach Africa gesandt. Die Rebellion konnte erst im Jahr 24 vom Prokonsul (Statthalter) Quintus Iunius Blaesus beendet werden. Bald darauf wurde die VIIII Hispana wieder nach Pannonia verlegt, vermutlich in ihr altes Lager Siscia.

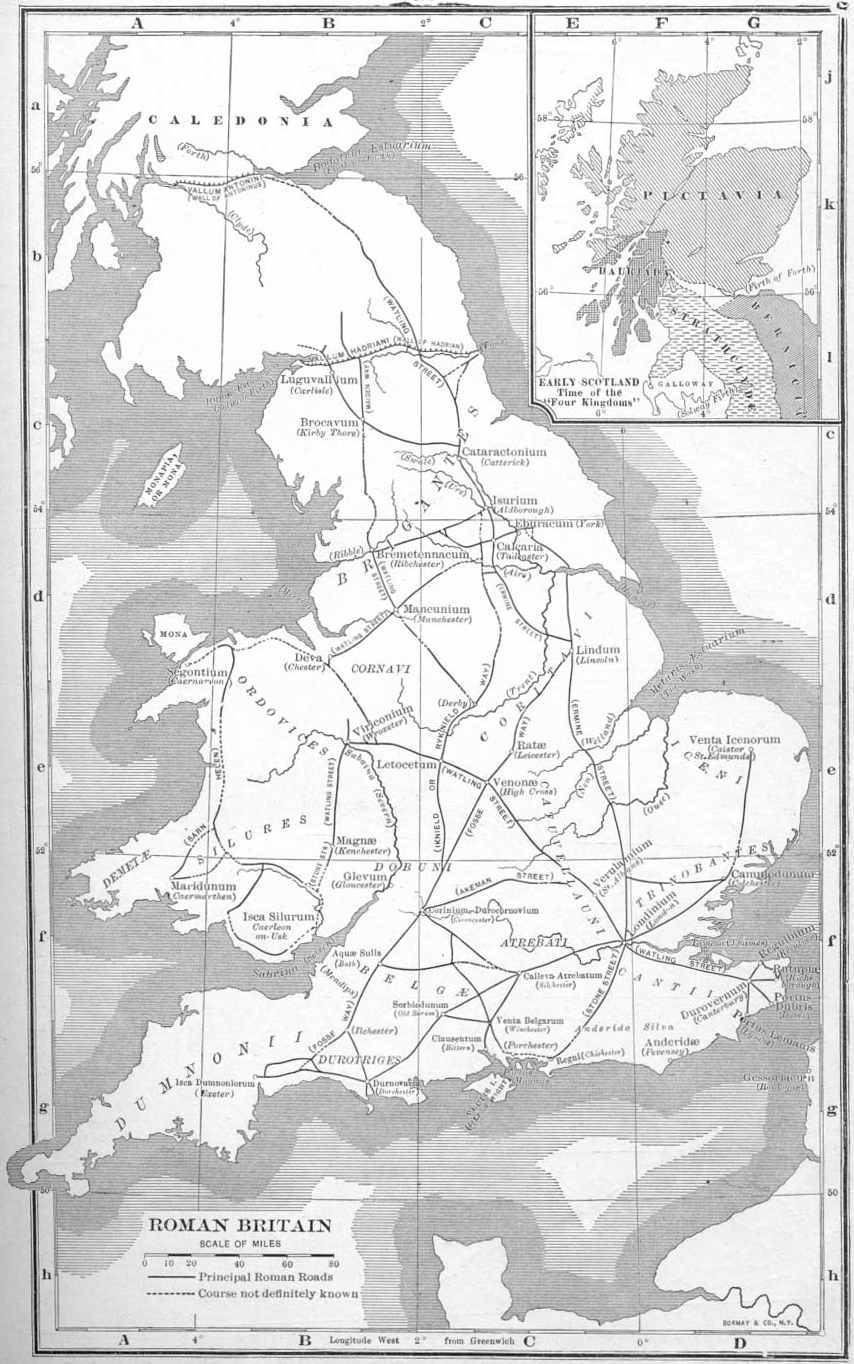
Das römische Britannien

Es gilt als so gut wie sicher, dass die Legio VIIII Hispana zu der Armee gehörte, mit der Aulus Plautius, zuvor Statthalter der Provinz Pannonia, im Auftrag des Kaisers Claudius 43 n. Chr. Britannien eroberte. Sicher bezeugt ist sie in Britannien erst für die folgenden Jahrzehnte, aus denen Grabsteine von Legionsangehörigen von der Insel bekannt sind und auch antike Geschichtsschreiber von ihrer Involvierung in militärische Ereignisse dort berichten. Vermutlich war die Legion zunächst in Ratae Corieltavorum (Leicester) (43–55) und/oder Lindum Colonia (Lincoln) (43/55–71) stationiert. Vexillationen operierten oftmals aus anderen Lagern wie Longthorpe (bei Peterborough), Newton-on-Trent (bei Lincoln) oder Holme (bei Newark-on-Trent). Auch mehrere Kastelle an der Ermine Street, wie zum Beispiel Great Casterton (in Rutland) und Siedlungen wie Durobrivae, wurden von der Legio VIIII errichtet. Zahlreiche Vexillationskastelle weisen darauf hin, dass in dieser Zeit selten Operationen in voller Legionsstärke unternommen wurden. Im Jahr 57 griff Caesius Nasica, der Legat der VIIII Hispana, zu Gunsten der Klientelkönigin Cartimandua in einen Bürgerkrieg der keltischen Briganten ein.
Während der Revolte Boudiccas stellte sich die Legion 60/61 n. Chr. unter ihrem Legaten Quintus Petillius Cerialis dem keltischen Stammesbund bei Camulodunum (Colchester) entgegen, konnte die Übermacht der Britannier aber nicht aufhalten. Die Fußtruppen wurden aufgerieben, mit der Reiterei musste Cerialis sich in sein befestigtes Lager zurückziehen. Vermutlich war nicht die ganze, auf mehrere Lager verteilte Legion in diesen Kampf verwickelt, sondern „nur“ eine Vexillation. Die Lücken wurden durch in Germanien rekrutierte Soldaten aufgefüllt und der Aufstand dann niedergeschlagen. Cerialis konnte wegen seiner Verbindungen zum späteren Kaiser Vespasian dennoch die Karriereleiter weiter besteigen und wurde schließlich Konsul und Statthalter in Britannien.

#### Vierkaiserjahr und Flavische Dynastie
Im Vierkaiserjahr 69 schloss sich eine Vexillation dem in Germania inferior zum Kaiser ausgerufenen Vitellius an, marschierte nach Italien und nahm an der Zweiten Schlacht von Bedriacum am 24. Oktober 69 teil. Im Jahr 71 wurde Petillius Cerialis, der ehemalige Legat der Legion, zum Statthalter von Britannien ernannt. Er begann eine Offensive im Nordwesten Britanniens. Die VIIII Hispana wurde in Lincoln von der Legio II Adiutrix abgelöst und in das neu erbaute Lager Eboracum (York) verlegt. Von Vespasian (69–79) wurden Veteranen der Legion in seiner Heimatstadt Reate (Rieti) angesiedelt. Der Legat Gaius Caristanius Fronto führte die Legion in den Feldzügen des Statthalters Gnaeus Iulius Agricola (78–84). 78 schlug die Hispana zusammen mit der Legio XX Valeria Victrix die Briganten bei Stanwick im Norden Britanniens. Im Jahr 83 wurde eine Vexillation mit vermutlich 1000 Legionären unter der Führung des Militärtribuns Lucius Roscius Aelianus aus Britannien abgezogen, um den Aufstand der Chatten bei Mogontiacum (Mainz) niederzuschlagen. Auch die anderen britannischen Legionen entsandten Vexillationen nach Germania superior. Nach dem Abschluss des Feldzuges waren acht Vexillationen aus den Legionen Britanniens und Obergermaniens unter C. Velius Rufus, dem Primus Pilus der Legio XII Fulminata, im Gebiet der Lingonen (Nordfrankreich) mit umfangreichen Baumaßnahmen beschäftigt. Die Britannier nutzten noch 83 n. Chr. diese Schwächung der Besatzungsmacht und griffen die VIIII Hispana in ihrem Lager an; die Legion erlitt dabei schwere Verluste. Der herbeigeeilte Statthalter Gnaeus Iulius Agricola konnte die Eingeschlossenen „in letzter Minute“ retten.
Es gibt keine Hinweise auf die Entsendung einer Vexillation für die Dakerkriege (86–96) Domitians. Gegen Ende der flavischen Dynastie war die Legion zeitweilig in Luguvalium (Carlisle) stationiert.

#### Adoptivkaiser und Antoninische Dynastie

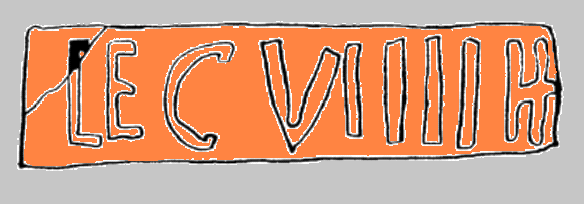
Ziegelstempel der Legio IX Hispania aus Carlisle/Stanwix

Vielleicht nahmen einige Teileinheiten unter Trajan an der Eroberung Dakiens in den Dakerkriegen (102–106) und am Partherkrieg (114–116) teil. Um 105, oder zwischen 113 und 117, wurde eine Vexillation in Ulpia Noviomagus Batavorum (Nimwegen) stationiert. Die letzte gesicherte Aktion der Hispana in Britannien ist eine Baumaßnahme an einer Festung bei Eboracum im Jahre 107/108.
Die in der älteren Forschung verbreitete Auffassung, die Legion sei um das Jahr 117 in Kämpfen in Britannien untergegangen (siehe auch Rezeption) und erst nach einer Unterbrechung neu aufgestellt, wird heute kaum mehr vertreten. Verlässliche Informationen über das weitere Geschick der Legion fehlen zwar, allerdings deuten diverse Inschriften, die von den Karrieren verschiedener Legionsangehöriger (beispielsweise Titus Aninius Sextius Florentinus) berichten, auf ein Fortbestehen der Einheit hin. Vermutlich wurde die Legion aber 122 von Eboracum (York) nach Luguvalium (Carlisle) verlegt, wo sie bis um 125 blieb. Die Legion wurde spätestens 130 auf das Festland verlegt.
Vielleicht tauschte sie mit der Legio VI Victrix die Standorte, da diese etwa zur gleichen Zeit von Germania inferior aus nach Britannien verlegt wurde. Eine weitere Verlegung in den Osten des Reiches ist wahrscheinlich. Auf jeden Fall existierte sie noch unter der Herrschaft Hadrians (Regierungszeit 117–138). Vielleicht wurde sie bereits während des Bar-Kochba-Aufstandes von 132 bis 135 zerschlagen, doch ist auch ihr Fortbestehen bis 161 möglich.
Nach dem Kaiserwechsel in Rom im Jahr 161 besetzte der parthische Großkönig Vologaeses IV. das römische Klientelkönigreich Armenien. Vologaeses setzte Pacorus als neuen König in Armenien ein. Der kappadokische Legat Marcus Sedatius Severianus führte vermutlich mit der Legio VIIII Hispana 161 den römischen Gegenstoß. Bei Elegeia kam es zur Schlacht gegen den parthischen Feldherren Chosroes. Das römische Heer wurde innerhalb weniger Tage vollständig aufgerieben und Severianus beging Suizid. Nach der römischen Niederlage nutzten die Parther die Situation und stießen bis nach Kappadokien vor. Sicher ist, dass die Legion spätestens in den Anfangsjahren der Regierung Mark Aurels (Regierungszeit 161–180) nicht mehr existierte.

## Rezeption
Die früher herrschende Vermutung, die Legion sei in schweren Kämpfen im nördlichen Britannien untergegangen, bildet den Hintergrund für das weit verbreitete Jugendbuch Der Adler der Neunten Legion (englischer Titel „The Eagle of the Ninth“) von Rosemary Sutcliff aus dem Jahr 1954. Eine gleichnamige Verfilmung von Kevin Macdonald kam Anfang 2011 in die Kinos.
Auf diesen Roman spielt auch der Science-Fiction-Autor Ken MacLeod an. In seiner Romantrilogie „Engines of Light“ 2000/2002 verschwindet die neunte Legion, weil sie von Außerirdischen auf einen anderen Planeten transportiert wird. Es entsteht dort eine lateinsprachige Kultur, wobei der Name „die Neunte“ oder „IX“ (the Ninth), obwohl längst ohne Bezug, erhalten bleibt.
Noch zwei weitere Filme griffen Sutcliffs Buch auf. Der Regisseur Neil Marshall drehte 2010 den Film Centurion über den Grenzkrieg zwischen Römern und Pikten in Schottland. Der Film behandelt das (fiktive) Schicksal der Legio VIIII Hispana um 120 n. Chr. und verbindet es überdies fälschlich mit der Statthalterschaft des Gnaeus Iulius Agricola. Auch im Film Die letzte Legion von 2007 spielt das Verschwinden einer fiktiven Neunten Legion, diesmal aber in der Spätantike, eine Rolle.
In Episode 10.10 der Science-Fiction-Serie Doctor Who (Die Bestie des Lichts) wird die Neunte Legion von einem transdimensionalen, lichtverschlingenden Wesen getötet.